# Phép thử bằng lửa trong hóa học

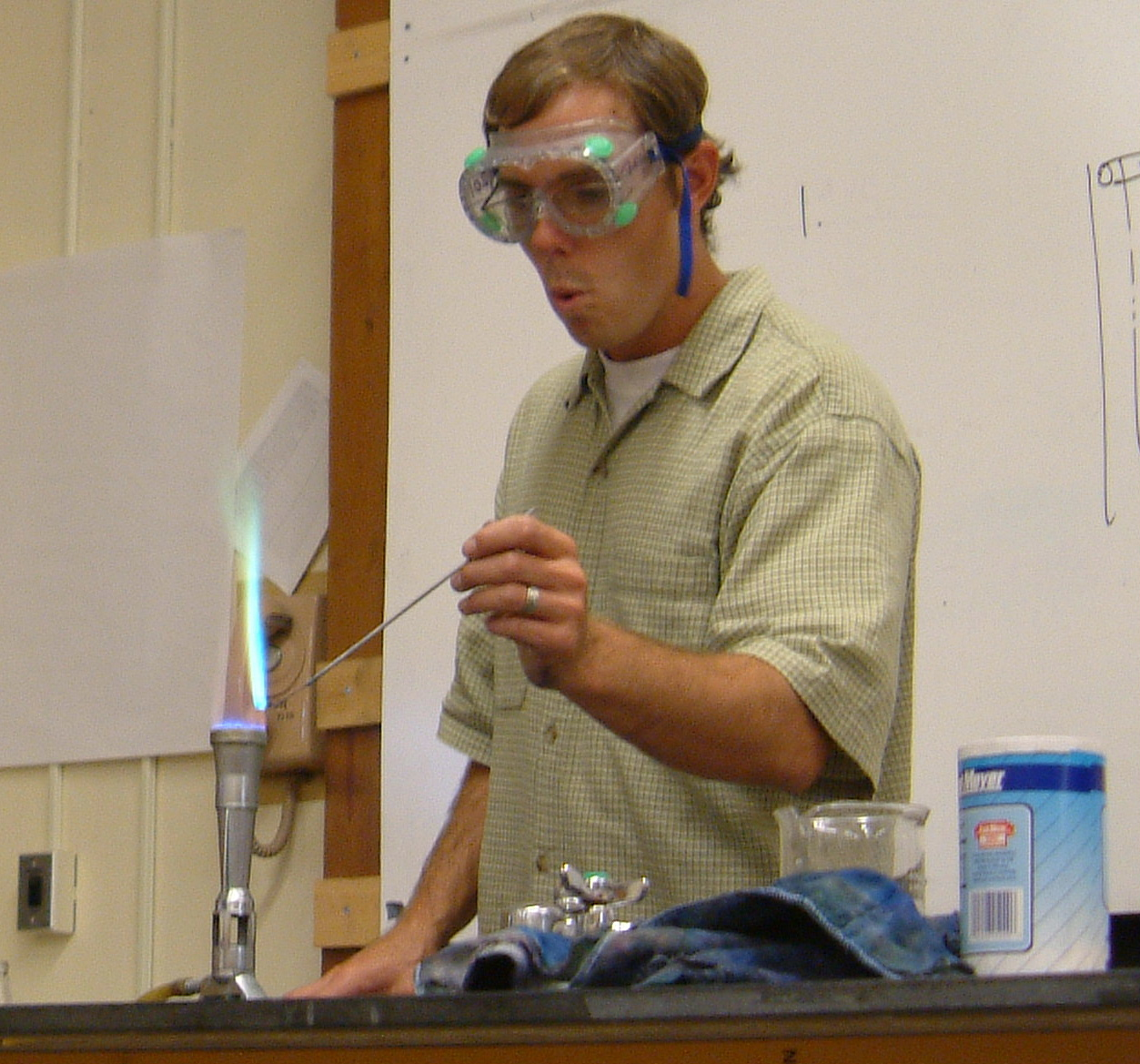
Kiểm tra ngọn lửa được thực hiện trên một muối halogen của đồng. Màu xanh da trời đặc trưng của ngọn lửa là do đồng.

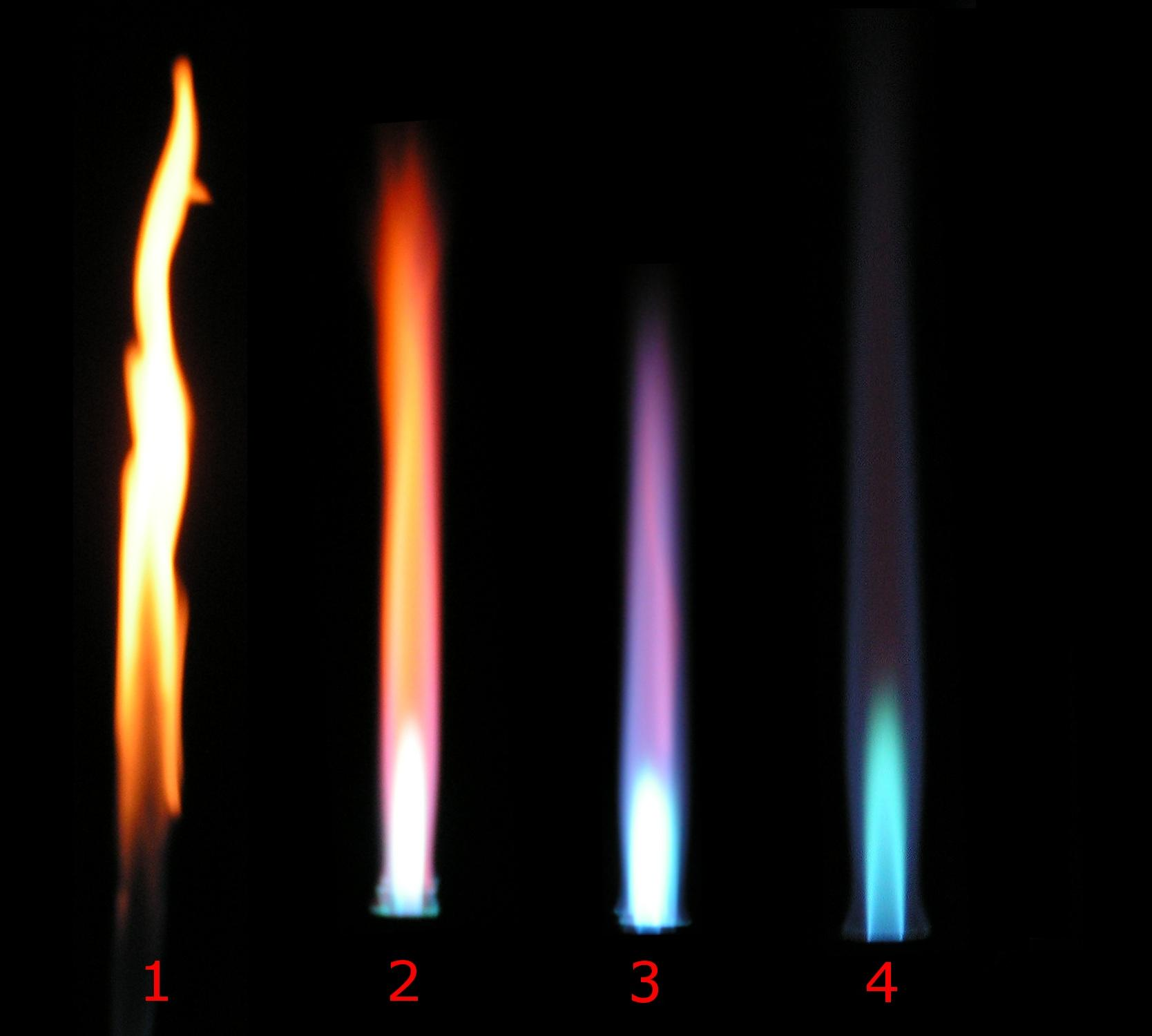
Các kiểu ngọn lửa khác nhau của Bunsen burner phụ thuộc vào luồng không khí qua van:

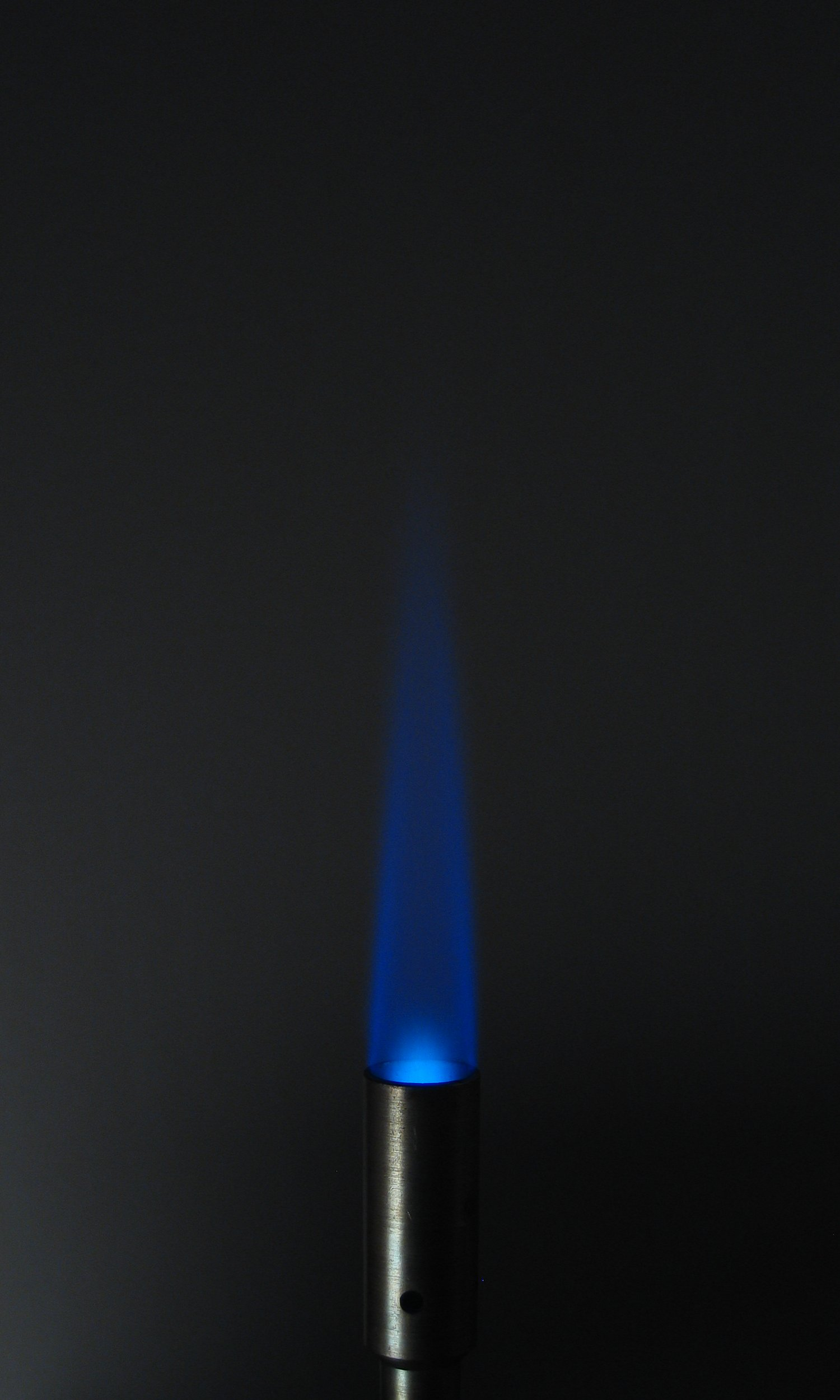
Ngọn lửa của hơi

Phép thử bằng lửa là một quy trình phân tích dùng trong hóa học để phát hiện sự hiện diện của một số yếu tố, chủ yếu là các ion kim loại, dựa trên quang phổ phát xạ đặc thù của các nguyên tố hóa học. Màu lửa nói chung cũng phụ thuộc vào nhiệt độ; xem ngọn lửa.

## Các nguyên tố phổ biến
Một số các nguyên tố phổ biến và màu tương ứng của chúng là
| Ký hiệu | Tên                                | Màu | Hình ảnh                                                   |
| ------- | ---------------------------------- | --- | ---------------------------------------------------------- |
| Al      | Nhôm                               | Trắng bạc, trong lò rất nóng như một hồ quang điện thì có màu xanh nhạt                                         |                                                            |
| As      | Arsen                              | Xanh da trời |                                                            |
| B       | Bor                                | Xanh lá cây sáng                                                                                                |                                                            |
| Ba      | Bari                               | Xanh lá cây/Xám                                                                                                 |                                                            |
| Be      | Beryli                             | Trắng |                                                            |
| Bi      | Bismuth                            | Xanh da trời |                                                            |
| Ca      | Calci                              | Da cam |                                                            |
| Cd      | Cadmi                              | Đỏ gạch |                                                            |
| Ce      | Ceri                               | Xanh da trời |                                                            |
| Co      | Cobalt                             | Trắng bạc |                                                            |
| Cr      | Chromi                             | Trắng bạc |                                                            |
| Cs      | Caesi                              | Xanh da trời-Xanh tím                                                                                           |                                                            |
| Cu(I)   | Đồng(I)                            | Xanh lá cây ngả da trời                                                                                         |                                                            |
| Cu(II)  | Đồng(II) (không phải muối halogen) | Xanh lá cây | Flame test on copper sulfat                                |
| Cu(II)  | Đồng (II) (muối halogen)           | Xanh lá cây ngả da trời                                                                                         |                                                            |
| Ge      | Germani                            | Xanh lá cây xám                                                                                                 |                                                            |
| Fe(II)  | Sắt(II)                            | Vàng, trong lò rất nóng, chẳng hạn như hồ quang điện, thì có màu xanh dương, hoặc xanh chuyển thành màu cam-nâu |                                                            |
| Fe(III) | Sắt(III)                           | Màu nâu-cam | An iron (III) flame, generated using the thermite reaction |
| Hf      | Hafni                              | Trắng |                                                            |
| Hg      | Thủy ngân                          | Đỏ |                                                            |
| In      | Indi                               | Màu chàm |                                                            |
| K       | Kali                               | Màu Tím |                                                            |
| Li      | Lithi                              | đỏ tía; vô hình qua kính xanh                                                                                   |                                                            |
| Mg      | Magnesi                            | (không có), nhưng khi đốt Mg kim loại cho màu trắng sáng ]]                                                     |                                                            |
| Mn (II) | Mangan (II)                        | Xanh lá cây ngả vàng                                                                                            |                                                            |
| Mo      | Molypden                           | Xanh lá cây ngả vàng                                                                                            |                                                            |
| Na      | Natri                              | Vàng đậm đặc; vô hình qua kính xanh cobalt                                                                      |                                                            |
| Nb      | Niobi                              | Xanh da trời hoặc xanh lá cây                                                                                   |                                                            |
| Ni      | Nickel                             | Trắng bạc (đôi khi được báo cáo là không màu)                                                                   |                                                            |
| P       | Phosphor                           | Màu ngọc lam |                                                            |
| Pb      | Chì                                | Xanh da trời/trắng                                                                                              |                                                            |
| Ra      | Radi                               | Màu tía |                                                            |
| Rb      | Rubidi                             | Màu đỏ tím |                                                            |
| Sb      | Antimon                            | Màu xanh nhạt                                                                                                   |                                                            |
| Sc      | Scandi                             | Da cam |                                                            |
| Se      | Seleni                             | Xanh da trời |                                                            |
| Sn      | Thiếc                              | Màu xanh trắng                                                                                                  |                                                            |
| Sr      | Stronti                            | Đỏ tía đến đỏ tươi, màu vàng qua kính màu xanh lá cây và màu tím khi nhìn qua kính cobalt xanh                  |                                                            |
| Ta      | Tantal                             | Xanh da trời |                                                            |
| Te      | Telluri                            | Xanh lá cây nhạt                                                                                                |                                                            |
| Ti      | Titani                             | Trắng bạc |                                                            |
| Tl      | Thali                              | Xanh lá cây đậm                                                                                                 |                                                            |
| V       | Vanadi                             | Xanh lá cây ngả vàng                                                                                            |                                                            |
| W       | Wolfram                            | Xanh lá cây |                                                            |
| Y       | Ytri                               | Carmine, Crimson, hoặc Scarlet                                                                                  |                                                            |
| Zn      | Kẽm                                | Không màu (đôi khi được báo cáo là xanh nhạt)                                                                   |                                                            |
| Zr      | Zirconi                            | Đỏ nhạt |                                                            |